# Fulford
Fulford é uma vila histórica e paróquia civil nos arredores de Iorque, no condado de North Yorkshire, dentro da região de Yorkshire e Humber, Inglaterra. Situada ao sul da cidade, na margem leste do rio Ouse, no século XXI foi o local da batalha de Fulford. A atual aldeia de Fulford é o lar de muitos que trabalham na vizinha Universidade de Iorque.